# Unidad Operativa de Fuegos Forestales
La Unidad Operativa de Fuegos Forestales (UOFF) que agrupa a los servicios públicos de prevención, vigilancia y extinción de incendios forestales de la isla de Gran Canaria (Canarias). Depende de la Consejería de Medio Ambiente y Emergencias del Cabildo de Gran Canaria.

## Justificación
La proliferación de grandes incendios forestales (GIF) a finales del siglo XX hace necesario la creación de servicios de extinción de nueva generación. La utilización de nuevas fuentes de energía (gas, electricidad, petróleo,...) en lugar de la madera, el progresivo abandono del medio rural y forestal y la supresión del régimen de incendios de baja intensidad ha propiciado la acumulación de grandes cantidades de biomasa y necromasa que año tras año se acumulan en los montes de los países desarrollados.
Estas unidades deben dar respuesta a unos incendios movidos por esos excepcionales stocks de combustible forestal que generan grandes longitudes de llama y elevadas velocidades de propagación. Para frenar estos incendios es necesario una batería de conocimientos multidisciplinares como el estudio del comportamiento del fuego (incendios de diseño, simuladores estáticos y dinámicos del fuego, meteorología, incendios históricos,…), el entender el papel del fuego dentro de los ecosistemas (estudio del régimen de incendios y piroecología de las especies) o saber gestionar los combustibles mediante el uso del fuego técnico (quemas prescritas, contrafuegos, quemas de ensanche, quemas de definición de perímetro,…). Servicios de extinción como la UOFF ya no actúan simplemente como bomberos forestales sino que se convierten en gestores del fuego y del territorio.
Los Grandes Incendios Forestales se ha convertido en una problemática a nivel mundial por lo que la UOFF sigue el modelo de otros dispositivos como los Hotshot crew (USA), GRAF (Cataluña), GAUF (Portugal)... adoptando esos nuevos conocimientos y técnicas a la realidad insular de la isla de Gran Canaria.

## Orígenes
En verano de 2001 los ingenieros técnicos forestales Federico Grillo y Daniel García al amparo de un convenio de colaboración entre el Cabildo de Gran Canaria, la Universidad de Lérida y el GRAF (Grup de Recolzament d'Actuacions Forestals, Bomberos de la Generalidad de Cataluña), realizan los primeros análisis de la vulnerabilidad de la isla frente a incendios, revisan los conocimientos y especificidades de la ecología forestal insular y evalúan la situación en campo para ver la viabilidad y posibilidades de aplicación de quemas prescritas en la isla.
Durante los años 2002 – 2003 estos dos técnicos elaboraran el Plan de Prevención contra Incendios Forestales en Gran Canaria (PPIFGC) basado principalmente en la cartografía de combustibles forestales realizada por un grupo de trabajo encabezado por ellos mismos.
En marzo de 2002 se llevan a cabo las primeras quemas prescritas de demostración en la isla por parte de GRAF. El informe de la aplicación estas prácticas en Gran Canaria y la evaluación de la situación frente a incendios forestales en la isla presentado es difundido a la opinión pública.
Ese mismo verano se realizan las primeras quemas para formación del personal del Cabildo en San José del Álamo y Osorio y en octubre se crea la Unidad Fuegos Forestales (UFF). A partir de ese momento los Equipos PRESA se encargarán de la realización de las quemas prescritas en el territorio grancanario.
En la primavera de 2003 se presenta el PPIFGC conjuntamente con los Planes Anuales de Quemas.
En mayo de 2004 se completa la UFF, llamada a partir de ahora UOFF (Unidad Operativa de Fuegos Forestales) con 36 operarios especialistas de los Equipos PRESA.
Posteriormente, la UOFF agruparía otras unidades: Brigadas terrestres, Equipo de Logística, Vigilantes, Brigada de Investigación de Incendios Forestales (BIIF) y grupo de extinción de Agentes de Medio Ambiente. Estos diferentes colectivos estarán coordinados por la Unidad Técnica (U.T.) compuesta por técnicos y oficiales del CECOPIN (Centro de Coordinación Operativa Insular).

## Tipología de unidades

### Equipos PRESA

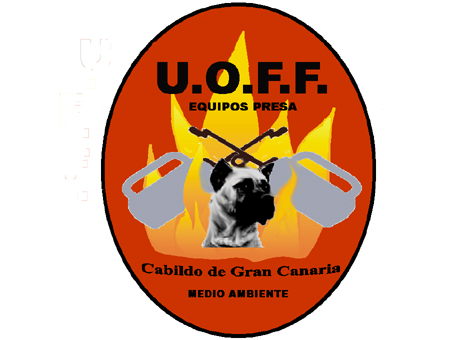
Logotipo Equipos Presa del Cabildo de Gran Canaria.

Unidades consideradas de Tipo I según la clasificación actualmente aceptada. Son unidades semiautónomas que se mueven por el perímetro del incendio buscando oportunidades de control de frentes, por lo que tienen una elevada movilidad. Se desplazan habitualmente en helicóptero, por lo que son unidades helitransportadas.
Sus funciones en el incendio forestal son detener o estabilizar los frentes más complicados, como la cabeza del incendio o aquellos con posibilidad de generar elevadas carreras potenciales. Para ello realizan habitualmente ataque indirecto mediante maniobras de fuego técnico como quemas de ensanche y contrafuegos. Sin embargo, en la mayoría de ocasiones, realizan ataque directo con herramientas manuales, como la construcción líneas de defensa, debido a que actúan frecuentemente como unidades de primer ataque.
Reciben una formación específica, principalmente en comportamiento y manejo del fuego, maniobras coordinadas con helicópteros, empleo de motosierras y seguridad en las maniobras.
En este aspecto se hace hincapié en el sistema Campbell de predicción del comportamiento del incendio, el protocolo LACES-OCEL y el concepto de Zona del Hombre Muerto ya que las ventanas de actuación (margen espacio-temporal) son muy estrechas.

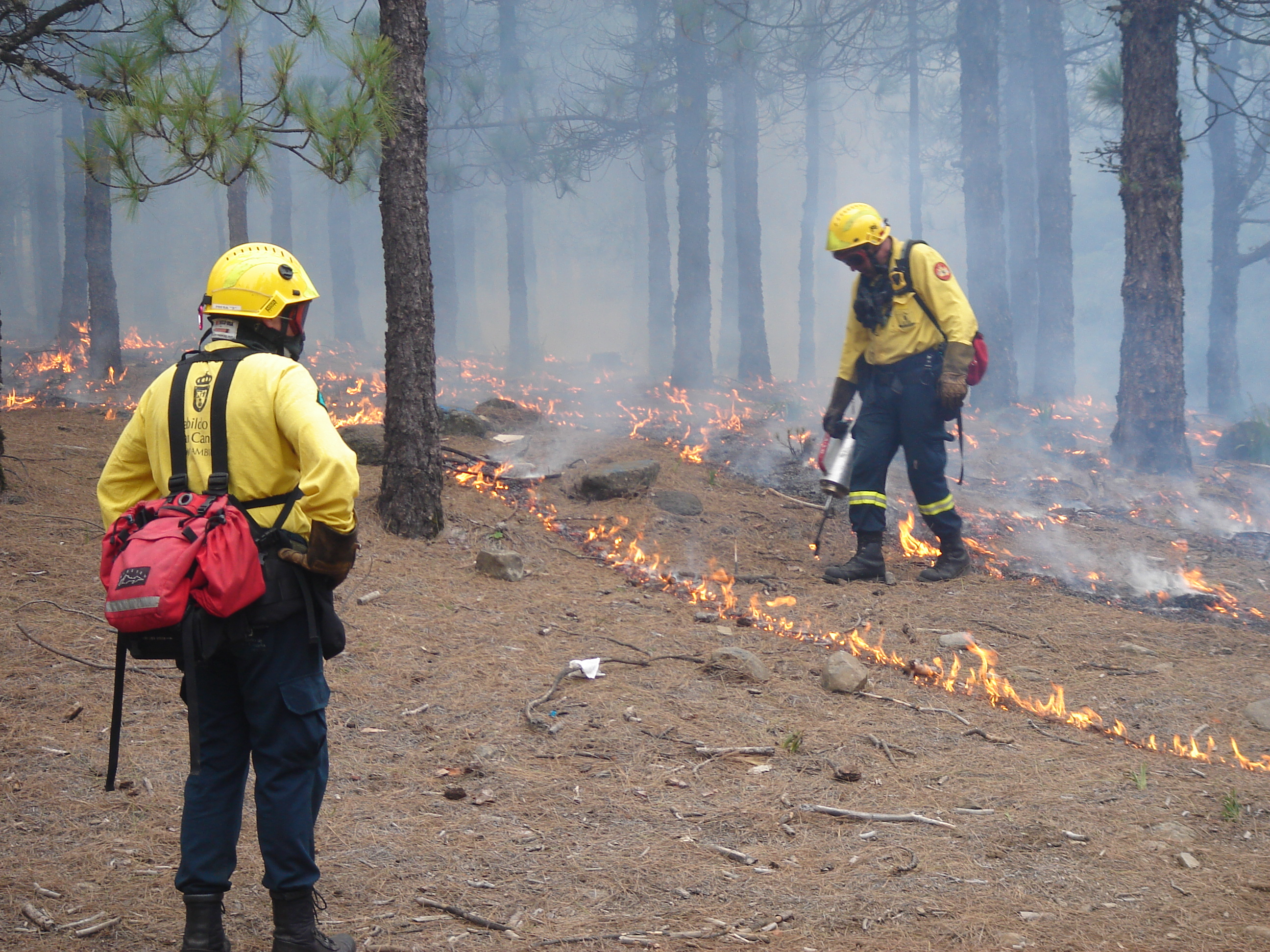
Equipos Presa del Cabildo de Gran Canaria realizando una quema prescrita.

Su equipamiento está formado por un equipo de protección individual (EPI) con vestimenta ignífuga, casco con gafas, cubrenucas, correaje (mochila), refugio ignífugo, guantes y botas. Sus principales herramientas son el pulaski y la antorcha de goteo.
Los Presa utilizan el mismo modelo que otras unidades a nivel mundial como los HotShots (USA) o el GRAF (Cataluña) centrándose en la extinción en los meses de mayor peligro en incendios y en la prevención, especialmente mediante el empleo del fuego prescrito (quemas prescritas), en la temporada de bajo riesgo. Esto contribuye a la reducción y gestión del combustible forestal mediante la creación de Áreas de Baja Carga por una parte, y a la formación de las unidades en el uso del fuego técnico y comportamiento del fuego por otra.
Los equipos Presa están formados por 6 miembros (1 capataz y 5 operarios) y se desplazan a los incendios en dos helicópteros Eurocopter AS 350 Ecureuil B2 y B3 denominados Presa Hotel 1 y Presa Hotel 2. En anteriores campañas utilizaron otros modelos de helicópteros Eurocopter AS 350 Ecureuil (2006 a 2009) así como el PZL W-3 Sokol (2005). Las maniobras tierra-aire están coordinadas por dos técnicos de brigada helitranportada.
El nombre de la unidad surgió por el perro de presa canario, símbolo de Gran Canaria, que aparece en el escudo de la unidad.

### Brigadas Forestales

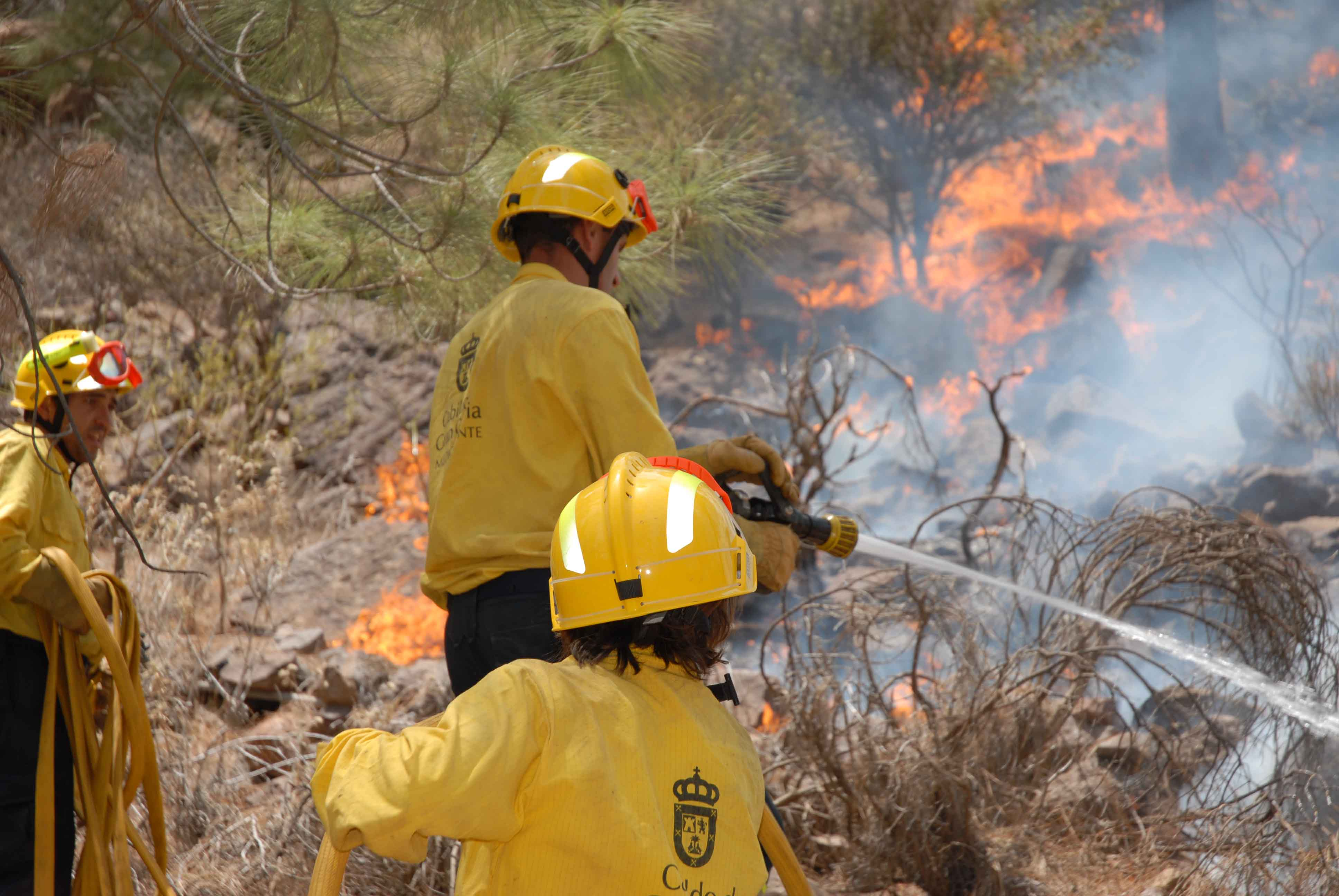
Unidades Bravo del Cabildo de Gran Canaria realizando un ataque directo con agua en el Gran Incendio Forestal de 2007.

Unidades Tipo II del Cabildo de Gran Canaria. Solo intervienen en incendios durante la época de máximo riesgo aportando un número considerable de personal al dispositivo. El resto del año trabajan en tareas propias de los operarios del Servicio de Medio Ambiente.
Sus funciones en el incendio son el ataque directo de cola a flancos, mediante línea de defensa o tendido de mangueras, perimetrando el incendio hacia la cabeza. Pueden trabajar simultáneamente con descargas de helicóptero o realizar maniobras de ataque en paralelo apoyadas por quemas de ensanche. También realizan labores de liquidación una vez el incendio ha sido controlado.
Su formación y EPI se asemeja al de los Equipos Presa con algunas salvedades. Al no ser unidades helitransportadas no llevan mochila ni herramientas ligeras tipo pulaski con cabezal intercambiable. Tampoco llevan refugio ignífugo (Fire Shelter) al no trabajar frecuentemente en la denominada "Zona del Hombre Muerto".
Cada brigada está formada de 5 a 8 miembros (1 capataz y 4-7 operarios) y va asociada a un conductor de autobomba (indicativo Charlie). El dispositivo cuenta, en el año 2011, con aproximadamente 12 autobombas, entre las que destacan los modelos MAN, URO F3 y UNIMOG U5000 y que transportan entre 2500 y 3500 L . Para el abastecimiento de agua se cuenta con camiones "nodriza" que pueden transportar entre 8000 y 16000 litros.
En el año 2011 el dispositivo contraincendios cuenta con 12 Brigadas Forestales.
El término brigada sustituye a los antiguos "retén" o "cuadrilla". A las Brigadas Forestales del Servicio de Medio Ambiente se les conoce también por el nombre de su indicativo "Bravo".

### Vigilantes

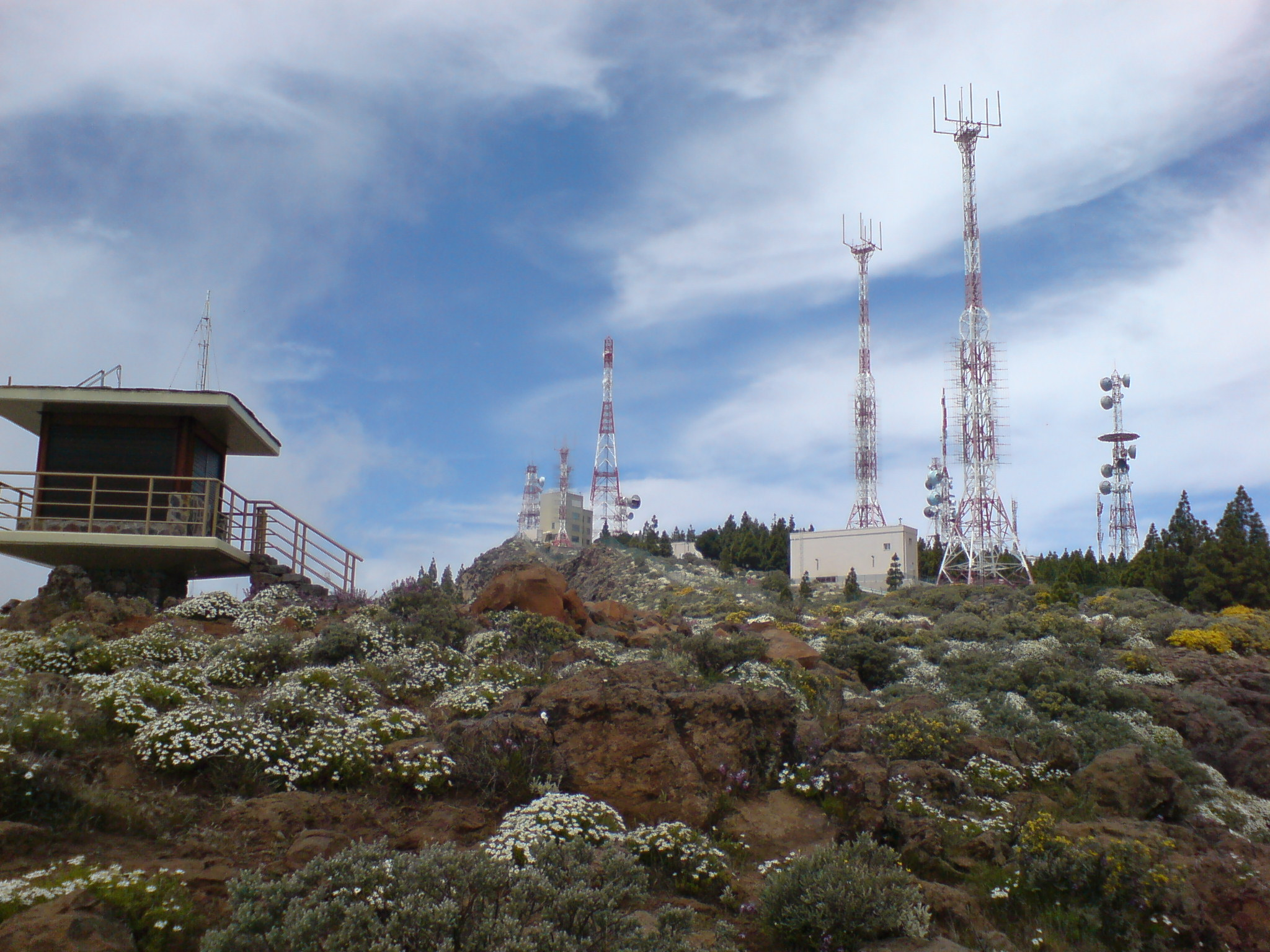
Caseta de vigilancia forestal e instalaciones radioeléctricas del Pico de la Gorra (1930 m), Vega de San Mateo, Gran Canaria.

En 2011 existen 6 puestos de vigía forestal o torres de vigilancia fijas. La denominación y localización de estas torres son las siguientes:
- Pinos de Gáldar (Gáldar) 1445 m s. n. m.
- Ariñez (Vega de San Mateo) 1000 m s. n. m.
- Montaña el Pleito (Valsequillo) 1583 m s. n. m.
- Morro de Hierba Huerto (Macizo de Pilancones, San Bartolomé de Tirajana) 1315 m s. n. m.
- Alsándara (Macizo de Inagua, La Aldea de San Nicolás) 1570 m s. n. m.
- Pico de la Gorra (Pico de las Nieves, Vega de San Mateo) 1930 m s. n. m.

Además, desde el año 2005, cabe destacar la presencia de cámaras de vigilancia en los siguientes puntos, y que están gestionadas por el Cecopin:
- Pico de la Bandera (Macizo de Tamadaba, Artenara) 1440 m s. n. m.
- Morro de los Cuervos (Artenara) 1301 m s. n. m.

Desde el año 2011 se han instalado dos cámaras automáticas, que trabajan en el espectro visible y en el infrarrojo:
- Moriscos (Artenara) 1774 m s. n. m.
- Morro de Hierba Huerto (Macizo de Pilancones, San Bartolomé de Tirajana) 1315 m s. n. m.

### Equipo de Logística
Su misión es la organización, transporte y abastecimiento de víveres y material (agua, comida, pilas, guantes, mangueras,...) a las unidades que están trabajando en un incendio. También se encargan de suministrar combustible y agua para la extinción a autobombas y demás vehículos. 
Si en la emergencia participan unidades externas (BRIF, operativos de otras islas,...) se encargan de proporcionarles un kit de comunicaciones, cartografía, transporte, alojamiento,...
La activación se produce con la alerta por incendio, transportando un pequeño almacén que va aumentando a medida que crece el incendio, pudiendo llegar a montar un pequeño campamento.
Forman el equipo de logística 6 operarios de abastecimiento de guardia (indicativo "Lima"), 8 encargados y 1 técnico de logística. En el caso de un incendio importante se pueden incorporar hasta 40 operarios de reserva (personal de Áreas recreativas).

### Unidad Técnica
Formada por técnicos y oficiales del CECOPIN.
Los técnicos son titulados universitarios (Ingeniería Técnica Forestal o Ingeniería de Montes) dependientes del Cabildo insular y son los responsables, como Director de Extinción, de la coordinación y dirección de las tareas de extinción. Entre sus funciones está, entre otras, establecer un Plan de Extinción y la ubicación del Puesto de Mando Avanzado (PMA) y del Centro de Recepción de Medios (CRM).
Como apoyo al Director de Extinción actúa el técnico Analista de Incendios. Entre sus funciones está la interpretación de la previsión meteorológica, la caracterización de la tipología de incendios, análisis del comportamiento del incendio y la búsqueda de oportunidades de extinción eficaces y seguras.
Los oficiales del CECOPIN tienen entre sus funciones coordinar y movilizar el operativo de incendios y demás participantes en la extinción en el ámbito insular así como las labores de comunicación. Disponen de una Unidad Móvil de Comunicaciones que puede ser desplazada cerca del incendio para dar cobertura de transmisiones al dispositivo.

### Agentes de Medio Ambiente
Dentro del Cuerpo de Agentes de Medio Ambiente existe un grupo que participa en la extinción de incendios forestales.
Sus principales funciones son las de coordinación de las maniobras en una zona o frente, como jefe de sector, pudiendo dirigir las maniobras tierra-aire ante la ausencia en el sector del Técnico de Brigada Helitransportada. Son a su vez los responsables de la gestión del Centro de Recepción de Medios.
En el año 2011 pertenecen a este grupo 8 Agentes de Medio Ambiente.

### Brigada de Investigación de Incendios Forestales
Agentes de Medio Ambiente dedicados a la determinación de las causas, el origen y la autoría de las igniciones que dan lugar a incendios forestales. Esta brigada permite descubrir conflictos para posibilitar su resolución, así como orientar las labores de prevención y la tramitación de sanciones administrativas o procesos penales.
Su origen se remonta a 2004 y en el año 2011 cuenta con 5 miembros.

## Incendios importantes
Grandes Incendios Forestales en los que han actuado la UOFF. Entre ellos destaca el incendio del sur de Gran Canaria que se dio simultáneamente con otros Incendios Forestales de Canarias de 2007 (Tenerife y La Gomera) que afectaron a una superficie cercana a las 40.000 hectáreas.
| Año  | Incendio                            | Extensión quemada | Referencia    |
| ---- | ----------------------------------- | ----------------- | ------------- |
| 2004 | Incendio de Ariñez (Gran Canaria)   | 95 hectáreas      | [ 15 ]        |
| 2005 | Incendio de Moriscos (Gran Canaria) | 153 hectáreas     | [ 16 ]        |
| 2005 | Incendio de Garafía (La Palma)      | 2.000 hectáreas   | [ 17 ]        |
| 2006 | Incendio de El Pinar (El Hierro)    | 1.200 hectáreas   | [ 18 ]        |
| 2007 | Incendio del Sur (Gran Canaria)     | 18.770 hectáreas  | [ 19 ]        |
| 2009 | Incendio de Fuencaliente (La Palma) | 2.700 hectáreas   | [ 20 ] [ 21 ] |
| 2012 | Incendio de El Paso (La Palma)      | 900 hectáreas     | [ 22 ]        |
| 2012 | Incendio de Adeje (Tenerife)        | 5.200 hectáreas   | [ 23 ]        |
| 2017 | Incendio de Tejeda (Gran Canaria)   | 2.800 hectáreas   | [ 24 ]        |
| 2019 | Incendios de Gran Canaria           | 15.000 hectáreas  | [ 25 ]        |
| 2023 | Incendio de Puntagorda (La Palma)   | 2.900 hectáreas   | [ 26 ]        |

## Quemas prescritas
La quemas prescritas como herramienta de gestión del combustible forestal se utiliza desde el año 2002 en Gran Canaria. El Servicio de Medio Ambiente del Cabildo de Gran Canaria, mediante la UOFF, viene realizando tratamientos mecanizados, quemas prescritas o combinaciones de ambos no solo con un objetivo de prevención de incendios sino también como mejora de pastos y restauración forestal. El total de la superficie tratada mediante quemas prescritas ascendió 166,5 ha en el periodo 2002-2006 afectando a un 0,27 % de la superficie forestal de la isla. Desde esa fecha hasta 2011 se calcula que la superficie tratada ha sido de aproximadamente 500 hectáreas.
Gran parte de estas quemas de baja intensidad se han realizado mayoritariamente en masas de pino canario (Pinus canariensis) reduciendo la carga de combustible forestal y modificando su estructura, disminuyendo así el comportamiento extremo del incendio.
La experiencia acumulada durante estos años ha permitido, desde 2008, la realización de diferentes ediciones del Curso Avanzado de Manejo del Fuego, organizado por el Cabildo de Gran Canaria y en el que han participado miembros de diferentes dispositivos contraincendios a nivel europeo.